# ミニ四駆PRO
ミニ四駆PRO（ミニよんくプロ）はタミヤが販売しているミニ四駆のシリーズ。
両側に軸が延長されたモーターを使用する。
他のミニ四駆と同じように単三電池2本を動力源とする。

## 機構
シャーシ
シャーシは二種類ありMAシャーシとMSシャーシとなっている。
ボディ
ミニ四駆PROはボディのラインアップが多い。またGUPとしてポリカボディも売っている。
モーターがシャーシ中央に設置され、その左右に電池が配置される独特の形状のため、それ以前のミニ四駆シリーズのボディを載せるためには加工が必要となるケースが多い。
電池
単三電池2本を使用する。
ギヤ・モーター
プロペラシャフトを使わないためその他のミニ四駆とはギヤ、モーターの互換性がない。
モーターはダブルシャフトモーター専用設計であり、モーター名は◯◯モーターPRO（例:トルクチューンモーターPRO）となる。
ギヤ比は3.5:1、3.7:1、4.0:1から選択できる。
シャフト
オンロードタイプのミニ四駆と互換性がある。